# Xã Center, Quận Porter, Indiana
Xã Center (tiếng Anh: Center Township) là một xã thuộc quận Porter, tiểu bang Indiana, Hoa Kỳ. Năm 2010, dân số của xã này là 43.267 người.